# Crotalaria cunninghamii
Crotalaria cunninghamii е вид кротолария, растение от семейство Бобови (Fabaceae). То е родом и широко разпространено във вътрешността на Северна Австралия. То е колонизатор на нестабилни пясъчни дюни, покрай плажовете и в растителните съобщества на Acacia aneura. Опрашва се от големи пчели и от птици от семейство Медоядови.

## Етимология
Родовото име произлиза от гръцката дума за кестен (на гръцки: κροταλον), като има друг организъм, чието латинското име има такъв корен, наречен кротал (Crotalus). Вида е кръстен на ботаника от началото на XIX век Алън Кънингам.
Популярните му имена на английски „зелено птиче цвете“ и „кралско птиче цвете“ произлизат от приликата на цветовете с птица (подобна на колибри), прикрепена с клюна си към централната дръжка на цветната глава.